# Klaus Ludwig
Pour les articles homonymes, voir Ludwig.
Klaus Ludwig, né le 5 octobre 1949 à Bonn, est un pilote automobile allemand.
Sa carrière en sport automobile s'étale de 1972 à 2012 (après un accident sur Gemballa-McLaren, alors qu'il est âgé de 63 ans, et ce malgré une mise en veille durant la première moitié des années 2000). Il a gagné 118 courses au cours de sa carrière ce qui en fait l'un des pilotes de voitures de tourisme, GT et sport-prototypes le plus titré de l'histoire du sport automobile. 

## Carrière
En 1997, il remporte plusieurs manches du championnat FIA GT : les 4 Heures du Nürburgring, les 4 Heures de Zeltweg, la manche de Sebring et celle de Laguna Seca notamment,,,.

## Palmarès
- Vainqueur des 4 Heures de Jarama (Ford Capri, GT) et des 6 heures du Nürburgring (Großer Preis der Tourenwagen, Championnat d'Europe des voitures de tourisme) avec Hans Heyer (Ford Escort RS 1600 Zakspeed) en 1974
- Vainqueur des 6 Heures de Monza en 1976 (Porsche 934)
- Vainqueur des 6 Heures de Mugello en 1978 (Porsche 935)
- Vainqueur des 1 000 kilomètres du Nürburgring en 1978 (Porsche 935)
- Triple vainqueur en 1979 (Porsche 935 K3), 1984 et 1985 (Porsche 956) des 24 Heures du Mans (2e en 1988, 6e en 1983)
- Vainqueur des 6 Heures de Watkins Glen en 1979 (Porsche 935)
- Double Champion du DRM en 1979 et 1981 (Porsche 935 K3, puis Ford Capri Turbo)
- Double vainqueur de la Porsche Cup en 1979 et 1986 (Kremer puis Joest Racing)
- Donington International GT en 1980 (Ford Capri Turbo)
- 100 Milles de Sears Point GT en 1981 et 1982 (Ford Mustang Turbo)
- 24 Heures du Nürburgring en 1982 (avec Klaus Niedzwiedz et Gartmann, Ford Capri Turbo), et 1987 (avec Niedzwiedz et Soper, Ford Sierra RS Cosworth)
- 500 Milles Road America en 1983 (Ford Mustang GTP)
- Trophée du Norisring en 1983 et 1984 (sur Porsche 956)
- 3 Heures de Watkins Glen GT en 1985 (Ford Thunderbird)
- 300 kilomètres de Laguna Seca GT en 1986 et 1987 (Ford Mustang Probe, puis Porsche 962)
- Vice-champion du monde des voitures de tourisme (WTCC) en 1987 (1re édition), sur Ford Sierra RS Cosworth 2 L et 500 de l'écurie Ford Texaco Eggenberger Motorsport avec Niedzwiedz, tous deux à un point de Roberto Ravaglia (4 victoires, aux Grand Prix du Nürburgring, de Brno, Wellington 500, et Fuji Inter-tec 500)[6]
- Pole position au James Hardie 1000 1987 (circuit de Bathurst - Mount Panorama), sur Ford Sierra RS500
- 12 Heures de Sebring en 1988
- Triple Champion de DTM en 1988, 1992 et 1994
- Eifelrennen 1991 et 1994 (en DTM sur Mercedes-Benz)
- Champion de FIA GT en 1998 sur Mercedes-Benz CLK-GTR (vainqueur des 500 kilomètres de Oschersleben, Dijon, A1-Ring, Homestead, et Laguna Seca).

Klaus Ludwig a également terminé second des 1 000 kilomètres de Kyalami en 1976, et des 1 000 kilomètres de Silverstone en 1984.

## Galerie

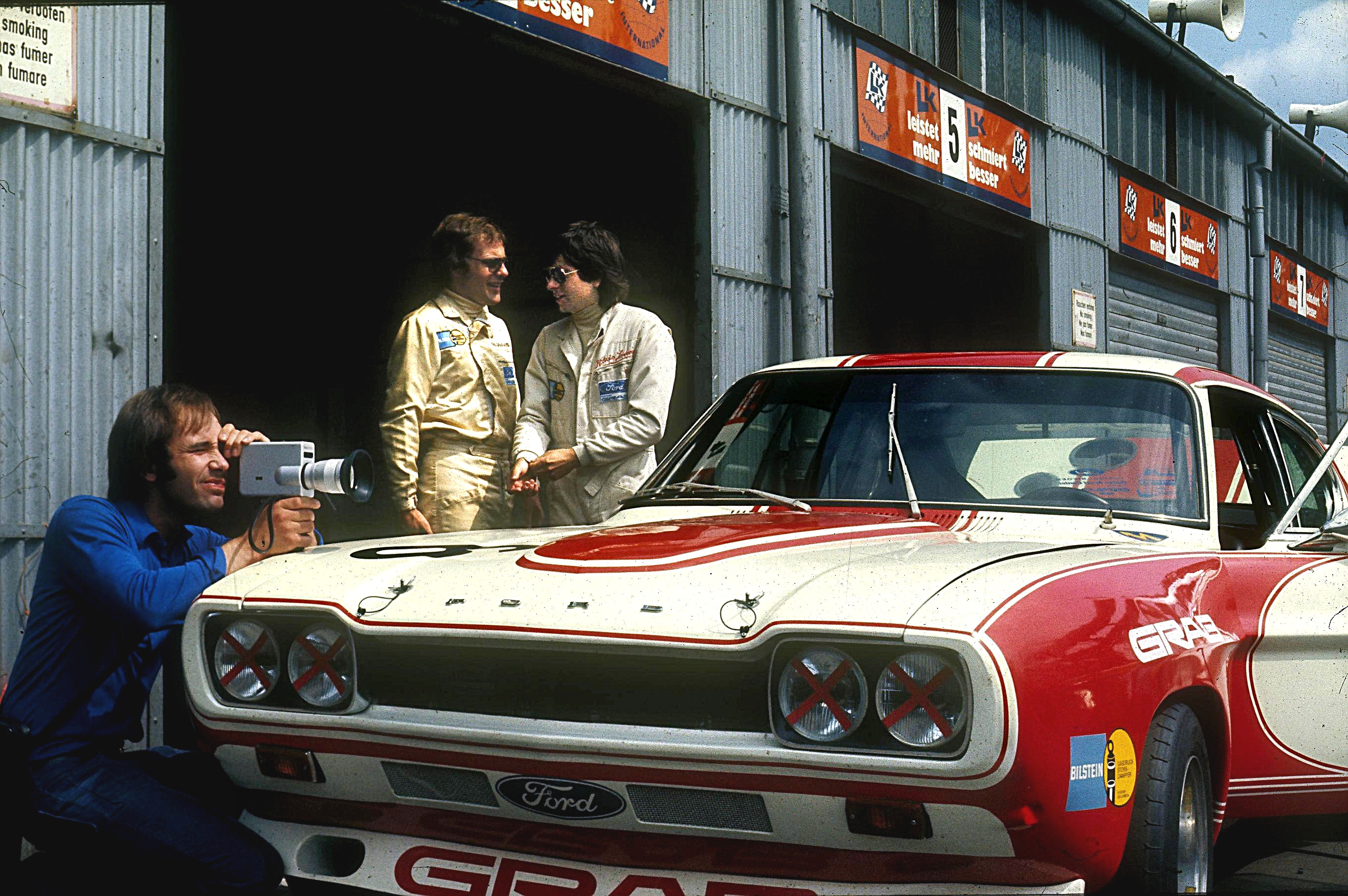
Ludwig (à d.) et Karl-Ludwig Weiß (à g.), sur Ford Capri en 1973 au Nürburgring.
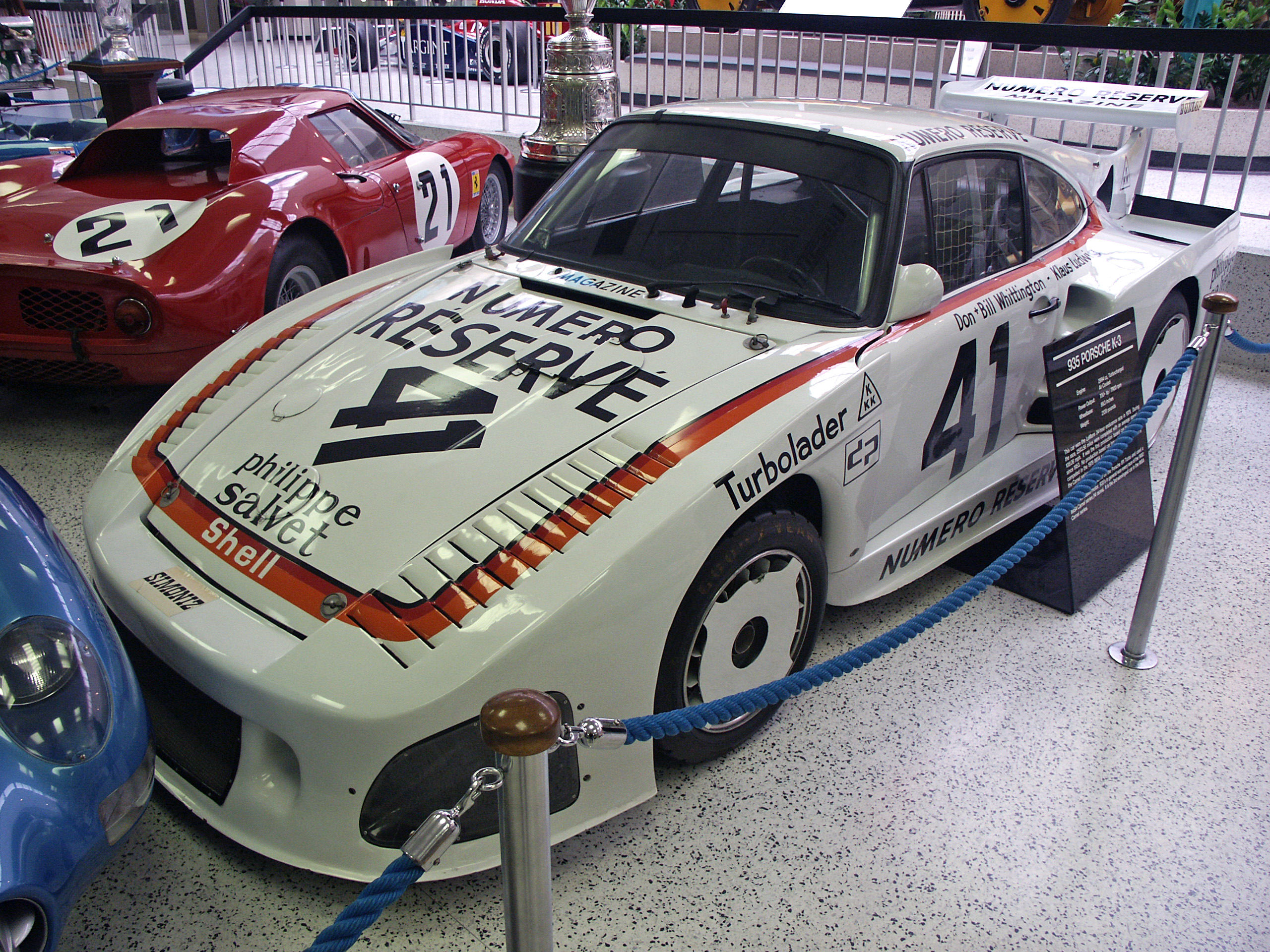
La Porsche 935 K3, victorieuse de l'édition mancelle de 1979
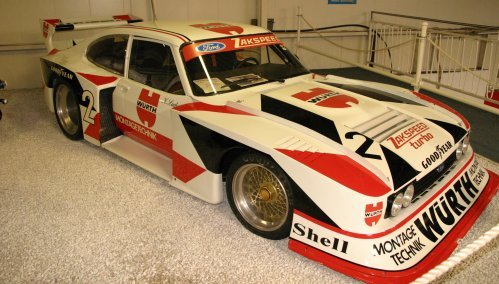
La Ford Capri Turbo Gr.5 de Ludwig en 1981 pour le DRM, avec l'écurie Zakspeed (Auto & Technik Museum de Sinsheim).
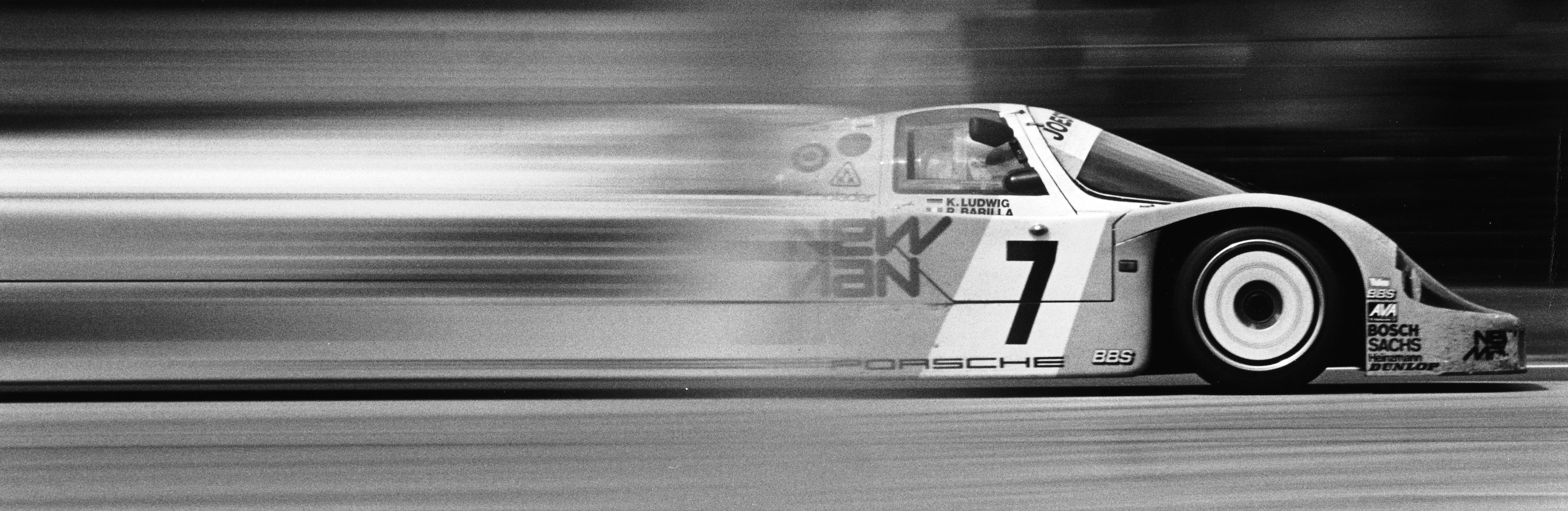
La Porsche 956 victorieuse des 24 Heures du Mans 1985
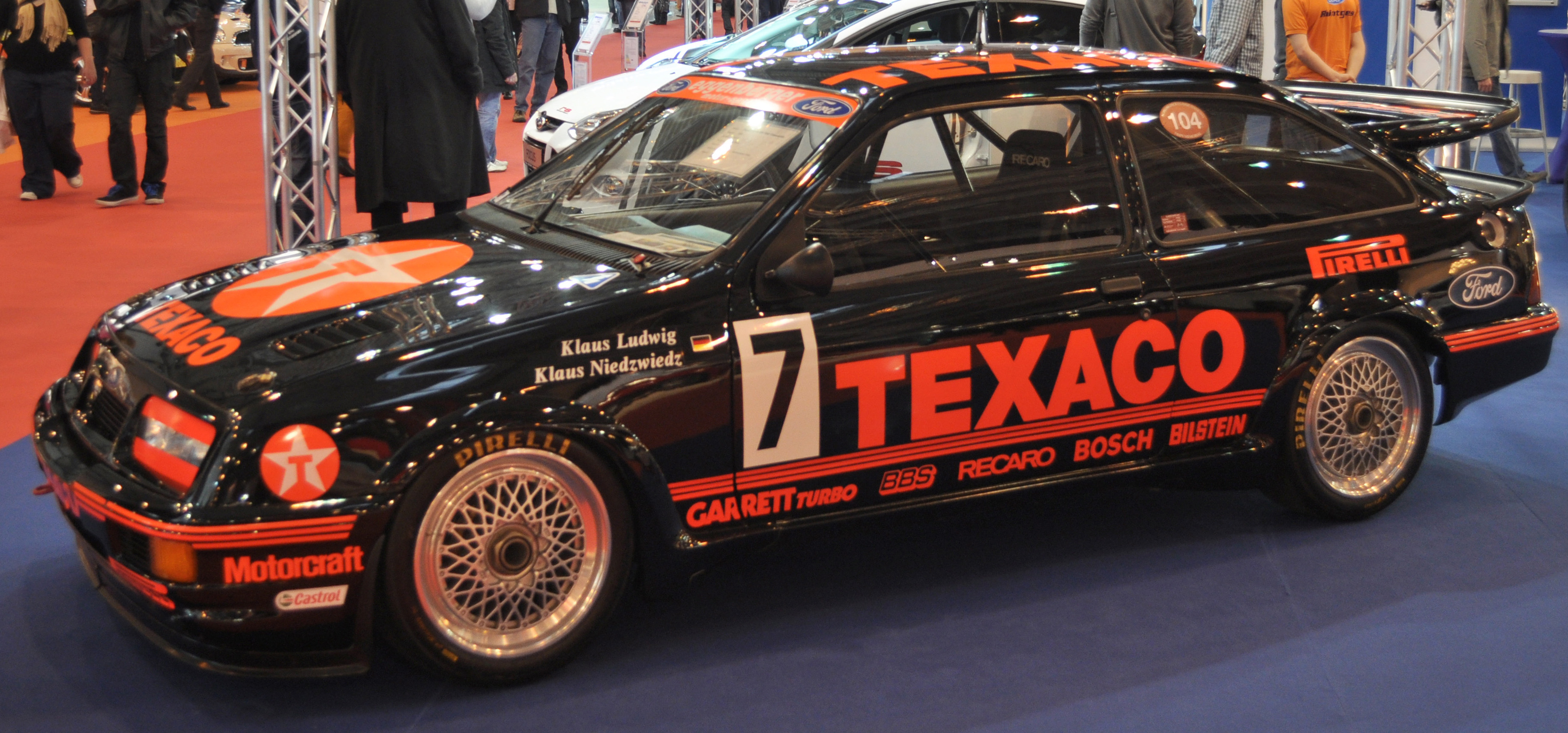
La Ford Sierra RS 500 de Ludwig et Klaus Niedzwiedz, vice-champions du monde lors de la première édition du WTCC en 1987 avec l'écurie Eggenberger Motorsport.
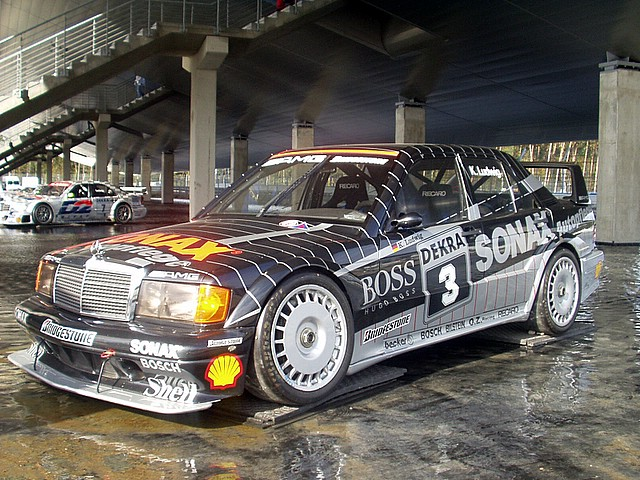
La Mercedes-Benz du titre DTM 1992
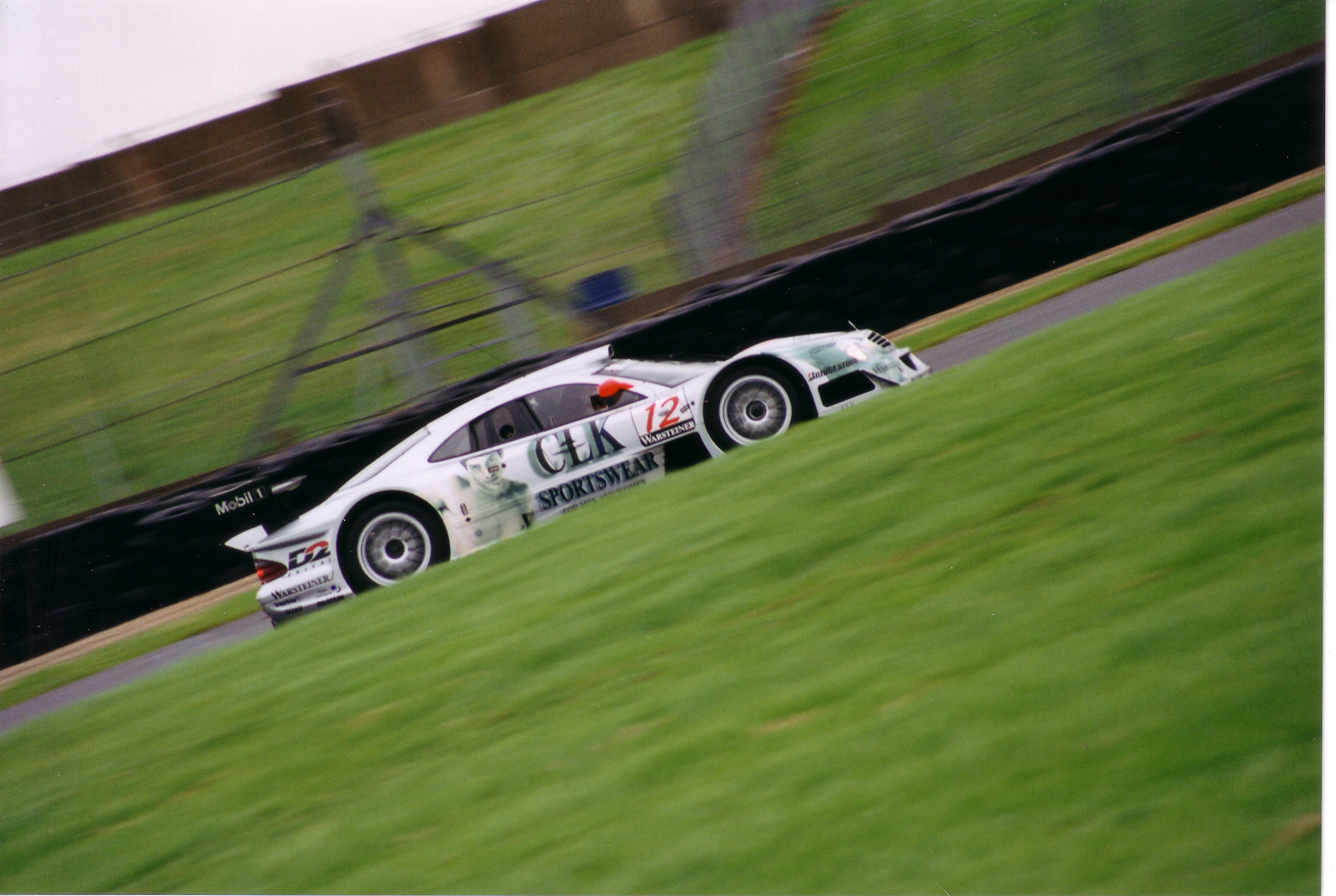
Ludwig en 1997 à Donington, toujours sur Mercedes-Benz.